# Sheri-Ann Brooks
Sheri-Ann Brooks (* 11. Februar 1983 in Kingston) ist eine jamaikanische Sprinterin.
Sie gewann bei den Commonwealth Games 2006 in Melbourne sowohl über 100 Meter als auch in der 4-mal-100-Meter-Staffel die Goldmedaille.
2007 sicherte sie sich bei den Panamerikanischen Spielen in Rio de Janeiro ebenfalls die Goldmedaille mit der Staffel. Über 200 Meter belegte sie den zweiten Platz. Im selben Jahr holte sie bei den Leichtathletik-Weltmeisterschaften in Osaka als Startläuferin in der 4-mal-100-Meter-Staffel gemeinsam mit Kerron Stewart, Simone Facey und Veronica Campbell-Brown die Silbermedaille. Dort startete sie auch im 100-Meter-Lauf, schied jedoch mit einer Zeit von 11,21 s in der Halbfinalrunde aus.
Bei den Olympischen Spielen 2008 in Peking lief sie in der 4-mal-100-Meter-Staffel Jamaikas, die sich in 42,24 s als schnellste Mannschaft der Vorrunde für das Finale qualifizierte. Im Finale wurde Brooks nicht eingesetzt, die jamaikanische Staffel schied aufgrund eines Wechselfehlers aus.
2009 wurde Brooks bei den jamaikanischen Meisterschaften in der A-Probe positiv auf das verbotene Stimulans Methylxanthin getestet und daraufhin vom jamaikanischen Verband aus dem Aufgebot für die Leichtathletik-Weltmeisterschaften 2009 in Berlin gestrichen. Wegen eines Formfehlers bei der Öffnung der B-Probe musste sie jedoch freigesprochen werden und erhielt ihr Startrecht bei den Weltmeisterschaften zurück.
Sheri-Ann Brooks hat bei einer Körpergröße von 1,68 m ein Wettkampfgewicht von  55 kg.

## Bestleistungen
- 100 m: 11,05 s, 23. Juni 2007, Kingston
- 200 m: 22,70 s, 25. Mai 2008, Belém
- 400 m: 53,95 s, 15. April 2006, Coral Gables
- 60 m (Halle): 7,14 s, 14. März 2010, Doha